# Пираи
Пираи (порт. Piraí) — муниципалитет в Бразилии, входит в штат Рио-де-Жанейро. Составная часть мезорегиона Юг штата Рио-де-Жанейро. Входит в экономико-статистический микрорегион Вали-ду-Параиба-Флуминенси. Население составляет 24 363 человека на 2006 год. Занимает площадь 505,466 км². Плотность населения — 48,2 чел./км².

## История
Город основан 17 октября 1837 года.

## Статистика
- Валовой внутренний продукт на 2003 год составляет 1 081 524 146,00 реалов (данные: Бразильский институт географии и статистики).
- Валовой внутренний продукт на душу населения на 2003 год составляет 46 351,70 реалов (данные: Бразильский институт географии и статистики).
- Индекс развития человеческого потенциала на 2000 год составляет 0,776 (данные: Программа развития ООН).

## География
Климат местности: горный тропический. В соответствии с классификацией Кёппена, климат относится к категории Cwa.